# Anton Paul Ludwig Carstens
Anton Paul Ludwig Carstens (* 23. Juni 1713 in Wietzendorf; † 1768 in Clausthal) war ein evangelisch-lutherischer Pfarrer und Schriftsteller.

## Leben
Carstens war ein Sohn des Wietzendorfer Pastors Ludwig Stats Carstens (1677 – 1747) und dessen Frau Anna Eleonore Alberti (1688 – 1758), einer Tochter des Hannoveraner Stadtphysikus Julius Gottfried Alberti (gest. 1709). Er hatte acht Geschwister, davon drei Brüder. Einer davon war Heinrich Johann Carstens (1715 – 1763), der als Superintendent von Burgdorf (Region Hannover) und erster Pfarrer der Gartenkirche St. Marien amtierte. Ein weiterer Bruder Georg Heinrich Carstens wurde Bürgermeister von Celle. Der dritte war Friederich Carstens (gest. 1776), Prokurator am Oberappellationsgericht Celle. Seine Schwestern Eleonore (1712–1755) und Sophia Dorothea (1722–1757) waren nacheinander mit Friedrich Andreas Crome verheiratet.
Auf die Schule ging er in Celle, dann auf die Universität Helmstedt. 1744 wurde er Pastor zu Munster (Örtze). 1748 wurde er Pastor zu Wietzendorf. Von 1753 bis 1760 war er Prediger in Markoldendorf. Von 1760 bis 1762 war er Superintendent und Stiftsprediger von Sankt Alexandri in Einbeck. Von 1762 bis 1768 bekleidete er das Amt des Generalsuperintendenten der Generaldiözese Grubenhagen und auf dem Harz.
Zu seinen Werken gehört Zeugnisse treuer Liebe nach dem Tode tugendhafter Frauen in gebundener Rede abgestattet von ihren Ehemännern, welches 1743 erschien und seinem Freund Paul Gottlieb Werlhof gewidmet war. 1746 erschien Erläuterte Schriftstellen aus des Engelländers Hrn. D. Thomas Shaws Reisebeschreibung zusammen getragen. Als Koautor verfasste er mit seinem Bruder 1760 Disquisitiones theologicae.
Bei Zeugnisse treuer Liebe ... handelt es sich um eine Sammlung von Gedichten mehrerer Autoren wie z. B. Georg Philipp Telemann und Barthold Heinrich Brockes, die sie zum Tode ihrer Ehefrau schrieben. Einige der Gedichte, nämlich diejenigen von Johann von Besser, Friedrich Rudolph Ludwig von Canitz und Albrecht von Haller, waren bereits zum Zeitpunkt der Veröffentlichung von Carstens Anthologie verbreitet (Bessers und Canitz’ sogar in zahlreichen Auflagen) und wurden im damaligen Zürcher Literaturstreit (Gottsched) zwischen Leipzig und Zürich bereits umfassend literaturkritisch erörtert. Über die Verbreitung und Rezeption von Carstens Anthologie ist dagegen bisher wenig bekannt. Spätere Neuauflagen sind nicht belegt.